# Balázs
Balázs est un prénom hongrois masculin.

## Équivalents
- Blaise

## Patronymes
- André Balazs (en) (1957–)
- Árpád Balázs (en) (1937–), compositeur hongrois de musique classique
- Attila Balázs (tennis) (1988–), joueur de tennis hongrois
- Béla Balázs (1884–1949), théoricien du cinéma
- Endre Alexander Balazs (en) (1920–2015)
- Étienne Balazs (1905–1963), sinologue français d'origine hongroise
- Harold Balazs (en) (1928–), sculpteur américain
- Mihály Balázs (en) (1948–), historien hongrois
- Janika Balaž (en) (1925–1988), musicien serbe
- Peter Balazs

## Personnalités portant ce prénom
- Pour l'ensemble des articles sur les personnes portant ce prénom, consulter :
  - la liste des articles dont le titre commence par ce prénom
  - les listes produites par Wikidata : Liste des personnes de prénom « Balázs » — même liste en incluant les éventuels prénoms composés qui contiennent « Balázs ».
- Balázs Orbán (en) (1829–1890), écrivain hongrois et politicien
- Balázs Kiss
- Balázs Taróczy (1954–), joueur de tennis hongrois
- Balázs Borbély (1979–), footballeur hongrois
- Balázs Dzsudzsák (1986–), footballeur hongrois
- Balázs Farkas-Jenser (en) (1990–), chanteur et guitariste hongrois
- Balázs Györe (1951–), écrivain hongrois